# هانه گروهنس
هانه گروهنس (سوئدی: Hanne Gråhns؛ زادهٔ ۲۹ اوت ۱۹۹۲) بازیکن فوتبال اهل سوئد است.
از باشگاه‌هایی که در آن بازی کرده‌است می‌توان به باشگاه فوتبال نورشوپینگ اشاره کرد.
وی همچنین در تیم ملی فوتبال زنان سوئد بازی کرده‌است.